# Claudia Marcella Major
Pour les articles homonymes, voir Major (homonymie).
Claudia Marcella Major est le nom de la fille aînée d’Octavie la Jeune, la sœur de l’empereur Auguste, et de son premier mari, Caius Claudius Marcellus. Selon Suétone, elle et sa sœur Claudia Marcella Minor étaient connues sous le nom des sœurs Marcellae.

## Biographie
Sa date de naissance est inconnue. Entre 40 et 36 av. J.-C., elle vécut à Athènes avec sa mère et son beau-père Marc Antoine. Après 36 av. J.-C. elle rentra à Rome. Elle fut éduquée par sa mère, son oncle maternel Auguste et sa tante par alliance Livie. On sait peu de chose d’elle sinon qu’elle se maria deux fois.
Elle épousa en premières noces Agrippa, l’ami et le fidèle lieutenant de son oncle Auguste. Bien que Suétone avance qu’ils aient eu des enfants, il n’est pas sûr qu’ils aient atteint l’âge adulte. Toutefois, on pense généralement que Marcella lui donna une fille, rétrospectivement appelée Vipsania Marcella. L’existence de cette fille est attestée par la prière prononcée par Auguste à la mort d’Agrippa. Cette même prière implique que Vipsania Marcella épousa le général Varus.
En 21 av. J.-C., Agrippa divorça de Marcella pour épouser la fille d’Auguste, Julia qui était veuve depuis peu de son premier mari et frère de Marcella, Marcus Claudius Marcellus. Marcella épousa ensuite Iullus Antonius, le deuxième fils de Marc Antoine et de sa troisième femme Fulvie. Selon Tacite, ils eurent des enfants. On pense généralement qu’ils eurent deux fils et peut-être une fille. L’un d'eux fut Lucius Antonius qui partit en exil après la disgrâce de son père. Le nom de l’autre fils est incertain mais ce pourrait être « Caius ». L’existence d’une fille (Iulla Antonia) est supposée mais pas certaine,. En 2 av. J.-C., Iullus Antonius fut forcé de se suicider après avoir été convaincu d’adultère avec la cousine de Marcella, Julia. Toutefois il n’est pas sûr que Marcella soit encore vivante à ce moment-là car elle n’est pas mentionnée.